# Jacopo Zucchi

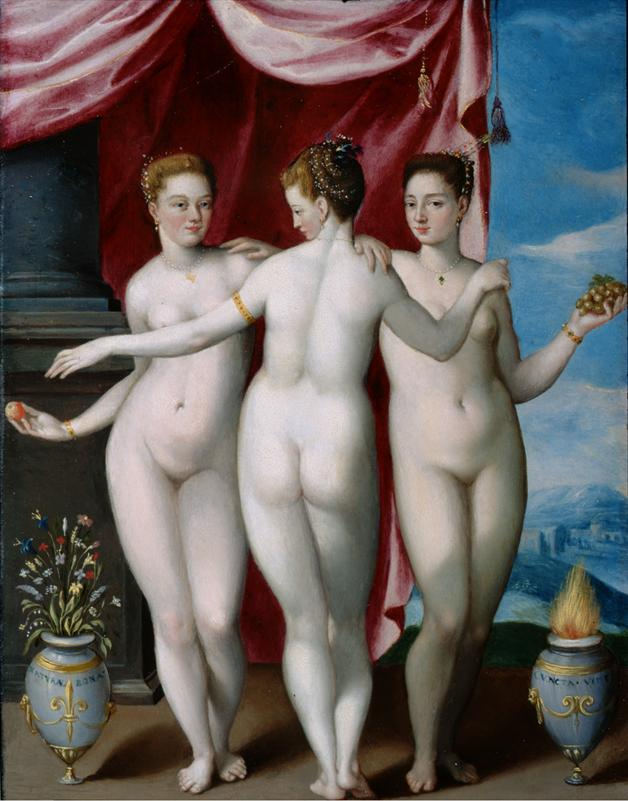
De tre gracerna (1575–1576).

Jacopo Zucchi, född omkring 1541 i Florens, död 1596 i Rom, var en italiensk målare under manierismen och elev till Giorgio Vasari. I Rom har han utfört målningar i bland annat Palazzo Ruspoli, San Clemente, Santa Maria Maggiore, Santa Maria della Pace, Santa Maria in Via, San Silvestro al Quirinale, Santo Spirito in Sassia och Santissima Trinità dei Pellegrini.

### Webbkällor
- ”Zucchi, Iacopo”. Enciclopedie on line. Treccani. http://www.treccani.it/enciclopedia/iacopo-zucchi/. Läst 17 september 2016.